# 松本紀子
松本 紀子（まつもと のりこ、 1924年〈大正13年〉2月11日 - 2023年〈令和5年〉4月28日）は、日本の教育者。学校法人鎌倉女子大学学園主。

## 概要
1924年、仏教学者長井真琴の四女として東京市本郷に生まれる。誠之小学校、東京府立第二高等女学校に学び、東京家政学院では創設者の大江スミに師事。1950年、鎌倉女子大学・学祖松本生太の子、松本尚（後の鎌倉女子大学・学父）と柳原白蓮の媒酌で結婚。音楽学などを担当する京浜女子大学講師となり、鎌倉女子大学教授、学長、理事長、学園長を歴任した。1999年には松竹株式会社から大船撮影所の敷地を取得して大船キャンパスの開設（2003年）に尽力するなど、鎌倉女子大学における幼稚部から大学部までの一貫教育に力を注ぎ、その発展に大きく寄与した。2004年に愛誦した236曲を集めた歌集『音楽の森』を編集出版。学外では、篁会（第二高女・竹早高校同窓会）会長、国際ソロプチミスト鎌倉会長などを歴任。料理研究家の城戸崎愛とは誠之小学校から家政学院までの同窓生だった。2023年4月28日、老衰のため横浜市緑区の介護老人施設で死去。99歳。

## 経歴
- 1941年 東京府立第二高等女学校（現・東京都立竹早高等学校）卒業
- 1943年 東京家政学院 卒業
- 1955年 京浜女子大学（鎌倉女子大学） 講師
- 1960年 京浜女子大学短期大学部 教授[1]
- 1985年 京浜女子大学 教授
- 1997年 鎌倉女子大学 学長
- 1998年 学校法人鎌倉女子大学 理事長
- 2000年 文部大臣賞 受賞
- 2002年 日本私立短期大学協会 理事長
- 2005年 学校法人鎌倉女子大学 学園主